# Eva van Agt
Eva van Agt (Nijmegen, 18 maart 1997) is een Nederlands voormalig hockeyster en huidig profwielrenster die sinds 2023 rijdt voor de Nederlandse wielerploeg Team Visma-Lease a Bike.

## Biografie

### Hockey 2013-2020
Van Agt debuteerde op zestienjarige leeftijd bij NMHC Nijmegen in de Nederlandse Hoofdklasse hockey. Na twee seizoenen behaalde ze haar gymnasiumdiploma aan het Stedelijk Gymnasium in Nijmegen. Hierna ging ze in 2015 naar de Verenigde Staten. Met een sportbeurs ging ze studeren en hockeyen bij de Northwestern University in Evanston en behaalde ze haar bachelordiploma wiskunde en economie. Na haar studie reisde ze een half jaar door de Verenigde Staten en fietste veel. Na terugkomst in Nederland speelde ze nog kort voor het inmiddels naar de Promotieklasse gedegradeerde eerste team van NMHC Nijmegen. Hierna werd de competitie vanwege de coronapandemie stilgelegd en begon Van Agt individueel te trainen als wielrenner.

### Wielrennen 2020-
In september 2020 begon Van Agt met haar Masterstudie in Maastricht en werd ze lid van de studentenwielervereniging Dutch Mountains. Het trainen in Zuid-Limburg en de Ardennen beviel goed; in studentenwedstrijden met een peloton van zo'n 30 renners begon ze te winnen; en bij de Nederlandse Studenten Kampioenschappen op 18 september 2021 in Nederwetten (bij Eindhoven) pakte ze brons bij de dames zonder licentie. Van Agt werd aangemoedigd om een licentie te nemen. Via Natascha Knaven kwam ze terecht bij Restore Cycling.
In januari en begin februari 2022 won Van Agt de Zwift FFWD (e-)Race Series. "In de finale reed ze bijna een half uur lang 5 watt per kilogram. Een indrukwekkend vermogen, voor iemand die pas op het punt stond om aan haar eerste echte seizoen als wielrenster te beginnen." Op 8 maart maakte ze haar debuut in de Drentse Acht. Vooraf was ze vooral benieuwd naar het rijden in een peloton van 130 renners. Op 2 april reed ze in de Volta Limburg Classic 2022 mee in de kopgroep. Ze maakte daarbij zoveel indruk op Le Col-Wahoo, dat ze per 1 mei bij die ploeg haar eerste profcontract kreeg.
Van Agts tweede race voor Le Col-Wahoo, de Veenendaal-Veenendaal Classic, werd gewonnen door haar ploeggenote Gladys Verhulst. Van Agt behaalde in juni de 10e plaats bij de individuele tijdrit op het Nederlandse Kampioenschappen op de weg van 2022, en de 21e plaats in de wegrit. In juli nam ze deel aan de Tour de France Femmes. In haar eerste echte koersjaar (tot 17-9-2022) scoorde ze 57 UCI-punten. Veertig daarvan kreeg ze voor haar 13e plek in het algemeen klassement van de Ronde van Scandinavië 2022.
In augustus 2022 werd bekend dat Van Agt ook in 2023 zou rijden voor Le Col-Wahoo, maar in december bleek dat ze een overstap zou maken naar Jumbo-Visma. In de laatste kilometers van de tweede etappe van de Tour de France Femmes 2023 kwam Van Agt in een afdaling op een nat wegdek hard ten val, terwijl ze aan kop lag. Ze werd gehinderd door twee motards die te kort voor haar reden. Ze reed de etappe niet uit. Ze hield een hersenschudding, longkneuzing en gebroken rib aan de val over. Twee maanden later maakte ze haar rentree in de Ronde van Romandië.
In 2024 reed Van Agt in de voorjaarsklassiekers onder meer naar de 21e plaats in de Amstel Gold Race. In mei reed ze in Spanje de Vuelta en de Ronde van Burgos, waar ze in de derde etappe ruim 70 kilometer op kop fietste, maar nadat ze werd gegrepen door het peloton, raakte ze betrokken bij een massale valpartij, waarbij ze wederom een hersenschudding opliep. Na drie maanden kwam ze weer in actie in enkele Vlaamse koersen. In september reed ze de Ronde van Romandië en werd ze tiende op het Nederlands Kampioenschap gravelrijden. In de Simac Ladies Tour kwam ze in de vijfde etappe van en naar Doetinchem ten val en ging niet meer van start in de slotrit.

#### Resultaten in voornaamste wedstrijden
| Jaar | Ronde van Italië | Ronde van Frankrijk | Ronde van Spanje |
| ---- | ---------------- | ------------------- | ---------------- |
| 2023 |                  | opgave              | 42e              |
| 2024 |                  |                     | opgave           |
| 2025 | 58e              | 66e                 |                  |

| Jaar | Milaan-San Remo | Gent-Wevelgem | Ronde van Vlaanderen | Amstel Gold Race | Luik-Bast.‑Luik | Waalse Pijl | Strade Bianche |
| ---- | --------------- | ------------- | -------------------- | ---------------- | --------------- | ----------- | -------------- |
| 2023 |                 | 41e           | 33e                  |                  | 32e             | 18e         | 37e            |
| 2024 |                 |               |                      | 21e              | 73e             | 73e         | 51e            |
| 2025 | 112e            |               | 32e                  |                  |                 |             |                |

## Privéleven
Van Agt is een kleindochter van voormalig premier Dries van Agt.

## Ploegen
- 2022 –  Le Col-Wahoo vanaf 1 mei
- 2023 –  Team Jumbo-Visma
- 2024 –  Team Visma-Lease a Bike
- 2025 –  Team Visma-Lease a Bike

Van Agt (vanaf 1/5) · Christian · Van der Duin · Van 't Geloof · Holden · King · Martins · Merino · Moberg · Perkins · Tacey · Towers · Vandenbulcke · Verhulst
Achtereekte · van Agt · Beekhuis · Cadzow · van Empel · Henderson · Kraak · Labecki · Markus · Oudeman · Reijnhout · Riedmann · Rüegg · Swinkels · Veenhoven · Vos
Achtereekte · van Agt · von Berswordt · van Empel · Geurts · Henderson · Markus · Nooijen · Oudeman · Reijnhout · Riedmann · Veenhoven · Vigié · Vos · de Vries (vanaf 4/6) · Wolff (stage vanaf 7/9)
Achtereekte · van Agt · von Berswordt · Bunel · Chladoňová · van Empel · Ferrand-Prévot · Fidanza · Geurts · Nooijen · Oudeman · Reijnhout · Riedmann · Veenhoven · Vigié · Vos · de Vries · Wolff